# كديست دلتور
كديست دلتور (من مواليد 29 يوليو 1997) عارضة أزياء بلجيكية وحاملة لقب ملكة جمال بلجيكا عام 2021. بصفتها ملكة جمال بلجيكا ، ستمثل بلجيكا في ملكة جمال الكون 2021.

## نشأتها
ولدت دلتور في أديس أبابا في إثيوبيا. عندما كانت في الثامنة من عمرها ، توفيت والدتها بسبب السرطان. بعد ذلك ، تزوج والدها مرة أخرى. كانت زوجة أبي دلتور مؤذية جسديًا ، وعندما كانت في التاسعة من عمرها ، تركها والدها وإخوتها في دار للأيتام. في سن العاشرة ، تم تبنيها هي وإخوتها من قبل الزوجين البلجيكيين بيتر وناديج ديلتور ، وانتقلوا إلى ويستهوك في غرب فلاندرز. في بلجيكا ، أكملت دلتور تدريبها المهني لتصبح مصففة شعر ، وانتقلت لاحقًا إلى الناصرة في شرق فلاندرز.

## التتويج
بدأت دلتور مسيرتها المهنية في مسابقة ملكة الجمال في عام 2020 ، بعد أن توجت بلقب ملكة جمال إيست فلاندرز 2021 ، متفوقة على الوصيفة الأولى لورا بايانز. بصفتها ملكة جمال إيست فلاندرز ، حصلت دلتور على حق تمثيل المقاطعة في مسابقة ملكة جمال بلجيكا 2021. أقيمت نهائيات ملكة جمال بلجيكا في 31 مارس 2021 ، دون جمهور بسبب جائحة كوفيد-19. تقدمت كديست دلتور أولاً إلى المراكز الـ 22 الأولى ، ثم الخمسة عشر الأولى ، حتى يتم الإعلان عن الفائز ؛ هذا جعلها المرأة الفلمنكية الثامنة على التوالي تفوز باللقب.
بصفتها ملكة جمال بلجيكا ، ستتاح لدلتور فرصة تمثيل بلجيكا في مسابقة ملكة جمال الكون 2021. بالإضافة إلى ذلك ، وكجزء من حزمة جائزتها ، تلقت ديلتور سيارة فولفو وردية اللون.

## روابط خارجية
- كديست دلتور على إنستغرام

| الجوائز و الإنجازات    | الجوائز و الإنجازات   | الجوائز و الإنجازات |
| ---------------------- | --------------------- | ------------------- |
| سبقه سيلين فان أويتسيل | ملكة جمال بلجيكا 2021 | الحالي              |